# Giuseppe Sergi
Giuseppe Sergi (Mesina, 20 de marzo de 1841 - Roma, 17 de octubre de 1936) fue un antropólogo italiano de principios del siglo XX, conocido por su oposición al nordicismo en sus libros sobre la identidad racial de los pueblos mediterráneos.
Según Giuseppe Sergi, la raza mediterránea fue la "raza más grande del mundo" y fue la responsable de las civilizaciones más exitosas de la antigüedad, incluidas las de Mesopotamia, Persia, Egipto, Grecia, Fenicia, Cartago y Roma. La raza mediterránea también fue una influencia importante para el mundo exterior en la era moderna: durante el siglo XVI, España y Portugal establecieron los primeros imperios mundiales en la historia occidental, colocando a ambas naciones en el nivel más alto de poderes políticos y económicos en Europa.

## Obras
- Principi di psicologia (Principios de psicología) 1874.
- Teoria fisiologica della percezione (Teoría fisiológica de la percepción) 1881
- Per l'educazione del carattere (Por la educación del carácter) 1884
- Le degenerazioni umane (Las degenearaciones humanas) 1889
- Psicologia per le scuole (Psicología para la escuela) 1890
- Varietà umane. Principio e metodo di classificazione (Variedad humana. Principio y método de clasificación) 1893
- Dolore e piacere. Storia naturale dei sentimenti (Dolor y placer. Historia natural del sentimiento) 1894
- Arii e Italici: attorno all'Italia preistorica (Arios e itálicos: alrededor de la historia prehistórica) 1898.
- La decadenza delle nazioni latine (La decadencia de las naciones latinas) 1900.
- La psiche nei fenomeni della vita (La psiquis en los fenómenos de la vida) 1901
- L'uomo, secondo le origini, l'antichità, le variazioni e la distribuzione geografica (El hombre, según los orígenes, la antigüedad, las variaciones y la distribución geográfica) 1911.
- Il posto dell'uomo nella natura. Precedono: Nuovi principi dell'evoluzione organica (La ubicación del hombre en la naturaleza. Preceden: Nuevos principios de la evolución orgánica), Fratelli Bocca, Torino 1929, pp. 239